# Preston Guilmet
Preston Blake Guilmet (né le 27 juillet 1987 à Roseville, Californie, États-Unis) est un lanceur de relève droitier qui joue dans la Ligue majeure de baseball de 2013 à 2015.

## Carrière
Preston Guilmet est repêché au 22e tour de sélection par les Athletics d'Oakland en 2008, alors qu'il évolue pour les Wildcats de l'Université d'Arizona. Il repousse cependant l'offre du club, retourne chez les Wildcats, puis signe son premier contrat professionnel avec les Indians de Cleveland, qui le repêchent en 9e ronde en 2009.
Preston Guilmet fait ses débuts dans le baseball majeur comme lanceur de relève des Indians le 10 juillet 2013 face aux Blue Jays de Toronto. Il accorde 6 points mérités en 5 manches et un tiers lancées lors de 4 sorties pour Cleveland en 2013.
Le 7 avril 2014, Cleveland échange Preston Guilmet aux Orioles de Baltimore contre le joueur de deuxième but Torsten Boss. Il lance 10 manches et un tiers en 10 sorties en relève pour les Orioles en 2014, accordant 6 points. Il encaisse une défaite et réussit 12 retraits sur des prises. 
Les Orioles l'échangent le 3 octobre 2014 aux Pirates de Pittsburgh. Le 23 décembre suivant, il est réclamé au ballottage par les Blue Jays de Toronto. Il ne joue pas pour les Jays et, via le ballottage une fois de plus, passe aux Rays de Tampa Bay le 13 mai 2015.
En 2015, Guilmet dispute trois matchs pour les Rays de Tampa Bay et deux pour les Brewers de Milwaukee, qui le réclament au ballottage le 31 juillet. Entre les deux, il joue brièvement en ligue mineure avec un club affilié aux Dodgers de Los Angeles, qui l'avaient, également au ballottage, réclamé des Rays le 10 juillet.
Le 11 décembre 2015, Guilmet a signé un contrat de ligue mineure avec les Tigers de Detroit et a été invité à l'entraînement de printemps.
Ensuite, Il a joué avec les Tokyo Yakult Swallows pour la saison 2017. Avec Tokyo, Guilmet a lancé une fiche de 1-1 et une MPM de 3,62 avec 57 retraits au bâton.